# Lilienstein
Der Lilienstein ist einer der markantesten Berge des Elbsandsteingebirges in Sachsen. Er ist der einzige rechtselbische Tafelberg und stellt das Symbol des Nationalparks Sächsische Schweiz dar.

## Lage und Umgebung
Der Lilienstein gehört zur Flur von Waltersdorf, einem Ortsteil von Bad Schandau. Er liegt etwa 5 Kilometer westlich von Bad Schandau bzw. etwa 15 Kilometer östlich von Pirna in einer 180°-Flussschleife der Elbe, die den Berg auf drei Seiten umfließt. Am Ostfuß des Berges liegt das Einzelgut Sellnitz, in dem die Jugendbildungsstätte des Nationalparks Sächsische Schweiz untergebracht ist. Südlich des Berges liegen die zum Königsteiner Ortsteil Ebenheit gehörenden Häuser. Am Westfuß des Berges verläuft die von markanten Pappeln gesäumte „Kaiserstraße“. Der Berg ist aufgrund seiner markanten Form und seiner isolierten Lage eine bekannte Landmarke des Elbsandsteingebirges.

## Geschichte
Die frühesten Nachweise menschlicher Aktivitäten auf dem Liliensteinplateau stellen Geräte aus Feuerstein dar, die an dessen Südrand gefunden wurden. Derzeit kann dafür nur ein allgemein steinzeitliches Alter zwischen Spätpaläolithikum (12.000 v. Chr.) und Neolithikum (bis 2200 v. Chr.) angenommen werden. Zahlreiche Funde von bronze- und eisenzeitlichen Keramikscherben deuten auf eine urgeschichtliche Nutzung hin, der zuletzt auch ein kultischer Charakter zugeschrieben wurde.
Eine erste urkundliche Nennung des Liliensteins erfolgte 1379, er wurde als „Ylgenstein“ bezeichnet, aus dieser Zeit stammt vermutlich die Felszeichnung eines Kreuzes am Südaufstieg. Die frühe Bezeichnung geht im Namensstamm wahrscheinlich auf den Heiligen Aegidius zurück, der im deutschen Sprachraum auch als Ilg oder Ilgen bezeichnet wurde. Als weitere frühe Namensnennungen ist „Lilgenstein“ (1396) überliefert. Im Zuge der Ersten Kursächsischen Landesaufnahme wurde der Berg 1592 von Matthias Oeder als „Liligenstein“ bezeichnet.
Bereits im hohen Mittelalter bestand um 1200 eine kleine böhmische Burg auf dem Lilienstein, die Burg Lilienstein. Ebenso wie der Königstein kam auch der Lilienstein im Gefolge der Dohnaischen Fehde um 1402 in den Besitz der Markgrafen von Meißen, der späteren Herzöge und Kurfürsten von Sachsen. Wurde noch 1406 eine Burgbesatzung erwähnt, verfiel die Burg in den nachfolgenden Jahrzehnten und wurde wohl um 1550 aufgegeben. Bei Grabungen 1894 wurden Grundrisse von gemauerten Befestigungsresten freigelegt und zahlreiche Funde geborgen. Neben den Mauerresten sind noch Aussparungen für Balken oder ähnliches auf den Felsvorsprüngen erkennbar.
1708 erstieg August der Starke, Kurfürst von Sachsen und König von Polen, den Berg und ließ dazu Stufen auf der Südseite schlagen. Daran erinnert ein vier Meter hoher Obelisk auf der Ostseite des Gipfelplateaus, der am 4. Juli 1966 durch Blitzschlag zerstört und 2008 durch eine Nachbildung ersetzt wurde. An der Aufstellung war die Ilse-Bähnert-Stiftung des Künstlers Tom Pauls maßgeblich beteiligt.
Im Jahr 1756 musste die sächsische Armee während des Siebenjährigen Kriegs auf der Ebenheit am Fuß des Lilienstein vor der preußischen Armee Friedrichs des Großen kapitulieren. Sie war zuvor fast zwei Monate während der Belagerung bei Pirna von der Versorgung abgeschnitten gewesen. Auch 1813 und 1866 marschierten Truppen um den Lilienstein, es kam aber zu keinen Kampfhandlungen.
Seit 1771 bestand auf dem Gipfelplateau eine kleine Jagdhütte, die als Rast für kurfürstliche Jagdgesellschaften diente. 1865 wurde für die sächsische Landesvermessung eine Triangulierungssäule auf dem westlichen Teil des Gipfelplateaus errichtet. Ein Jahr später wurde der Baumbestand auf dem Gipfelplateau 1866 im Zuge des Deutschen Krieges komplett abgeholzt.
Aus Anlass des 800-jährigen Bestehens des sächsischen Herrscherhauses der Wettiner wurde 1889 ein 16 m hoher Obelisk als Gedenksäule vom Gebirgsverein für die Sächsische Schweiz errichtet. Er gleicht in der Form etwa einer Kursächsischen Postmeilensäule. Der Obelisk wurde im Laufe der Zeit mehrmals vom Blitz getroffen und dabei teilweise auch beschädigt. Er wurde im Jahr 2000 grundlegend saniert und mit einem Blitzableiter versehen.
Im 19. Jahrhundert wurde der Lilienstein touristisch erschlossen. Eine schon um 1850 an Sonntagen bestehende fliegende Gastwirtschaft wurde 1873 durch ein festes Gebäude einer Bergwirtschaft ersetzt. Dieses wurde 1885 durch einen Neubau ersetzt und 1895 und 1907 baulich erweitert. Zur Versorgung der Bergwirtschaft besteht seit 1893 auf der Südseite des Berges eine Materialseilbahn. Der Wirt der Bergwirtschaft ließ 1886 auch einen 15 Meter hohen hölzernen Aussichtsturm errichten, der wegen Baufälligkeit 1936 abgebrochen wurde.
Anfang des 20. Jahrhunderts gab es, wie an der Bastei, Pläne zum Bau einer Bergbahn, die jedoch nicht umgesetzt wurden.

## Geologie
Der Lilienstein besteht aus Sandsteinen der Stufen b, c, d und e, welche in der geologischen Zeitskala in die Stufen Mittlerer und Oberer Turon bzw. Coniac der Kreide eingeordnet werden. In neueren Publikationen werden diese wandbildenden Sandsteine auch als Postelwitzer, Rathewalder bzw. Schrammsteinschichten bezeichnet. Wandbildend mit einer Höhe von bis zu 80 Metern sind dabei insbesondere die Stufen c3 und d. Die oberste Stufe e ist auf dem Gipfelplateau nur gering mächtig ausgebildet. Der Sockel des Berges wird von den Stufen c1 und c2 gebildet. Das Gipfelplateau ist im Westteil durch intensive Verwitterung in einzelne Pfeiler und Felsstöcke aufgelöst. Mehrere Stege überbrücken hier die tiefen Klüfte.

## Wege zum Gipfel
Der Lilienstein kann über zwei Aufstiege bestiegen werden:
- Am Westfuß des Berges führt der Südaufstieg auf das Gipfelplateau. Es handelt sich um einen schon im Mittelalter genutzten Aufstieg, der 1708 für den Aufstieg von August dem Starken ausgebaut und mit Stufen versehen wurde.
- Auch von Norden führte bereits in früher Zeit ein Weg auf den Berg. Hier befand sich vermutlich ein früher Zugang zur Burg Lilienstein. Der Weg wird aber bereits auf einer Karte von 1754 als „herunter gegangner Weg vor Zeiten“ bezeichnet, war also verfallen und unwegsam.[7] Im Zuge der touristischen Entwicklung wurde dieser Weg im Jahr 1900 vom damaligen Bergwirt Karl Friedrich Bergmann in Zusammenarbeit mit der Forstverwaltung neu erschlossen.

Beide Aufstiege sind in das markierte Wanderwegenetz der Sächsischen Schweiz einbezogen. Über den Berg führen die blau markierten Fernwanderwege Zittau–Wernigerode, Eisenach–Budapest (EB) und der Europäische Fernwanderweg E3.
Mögliche Ausgangspunkte für eine Besteigung sind Königstein (Elbquerung per Fähre), Kurort Rathen, Waltersdorf und Prossen. Am Nordwestfuß des Berges befindet sich ein Wanderparkplatz.

## Aussicht
Die Aussicht vom Lilienstein ist aufgrund der isolierten Lager an verschiedenen Punkten des Gipfelplateaus umfassend möglich. Der Blick schweift über große Teile der Sächsischen und Böhmischen Schweiz:
- Die Aussicht in Richtung Süden reicht über die Festung Königstein und den Pfaffenstein bis zum Děčínský Sněžník (Hoher Schneeberg) und den Kamm des Osterzgebirges.
- In Richtung Westen geht der Blick über die Bärensteine und den Rauenstein hinweg bis nach Dresden, zum Wilisch und zum Windberg.
- In nördliche Richtung bildet er Elbbogen bei Rathen mit den dahinter liegenden Felsmassiven um die Bastei sowie die Felswänder Brand- und Ochelwände markante Blickpunkte. Am Horizont rücken Keulenberg und die Burg Stolpen ins Blickfeld.
- Die Aussicht in Richtung Osten ist die wohl bekannteste Aussicht des Berges. Der Blick ins Elbtal mit dem dahinter liegenden Schrammsteinen und dem Großen Winterberg zeigt lehrbuchhaft den Landschaftsaufbau der Sächsischen Schweiz. Am Horizont reicht der Blick bis zu den Bergen des Lausitzer Gebirges mit der Lausche, dem Jedlová (Tannenberg) sowie dem 84 km entfernten Smrk (Tafelfichte). Unweit des Obelisken von August dem Starken bildet eine kleine Wetterkiefer eines der markantesten Fotomotive der Sächsischen Schweiz.

## Kletterfelsen
Der Lilienstein gehört zum Gebiet der Steine im Klettergebiet der Sächsischen Schweiz. Er verfügt aber nur über die drei Klettergipfel Liliensteinnadel (Erstbesteigung 1906), Liliensteinwächter (Erstbesteigung 1921) und Heini (Erstbesteigung 1961). An der Westecke des Liliensteins befindet sich eine von nur drei zum Klettern freigegebenen Massivwänden im Klettergebiet der Sächsischen Schweiz. Normalerweise ist das Felsklettern in der Sächsischen Schweiz nur an freistehenden Klettergipfeln erlaubt. Die Lilienstein-Westecke ist bei Kletterern wegen ihrer langen und exponierten Anstiege beliebt.

## Besonderheiten
- Am Ostfuß des Berges befindet sich die Petermannhöhle. Die Schichtfugenhöhle wurde Ende des 19. Jahrhunderts durch den Sandabbau zur Herstellung vorrangig von Aufwasch-, Putz-, Scheuer- und Streusand erweitert. Die Sandgewinnung erfolgte durch die Familie Hempel, die das Gewerbe auch in Höhlen am Kleinhennersdorfer Stein, am Gamrig und am Rauenstein  betrieb.[8]
- Am Lilienstein wurde ab 1989 damit begonnen, wieder Wanderfalken in der Sächsischen Schweiz anzusiedeln. Zuvor waren diese Greifvögel in den 1970er Jahren ausgestorben. Es wurde in den unzugänglichen Felswänden der Ostseite ein Auswilderungskäfig installiert. Bis 1996 wurden dort insgesamt 69 Jungfalken ausgewildert. So besteht im Elbsandsteingebirge wieder eine stabile und selbsttragende Wanderfalkenpopulation.
- Nordöstlich des Lilienstein befand sich am Sellnitzgrund in der Endphase des Zweiten Weltkriegs Kriegsgefangenenlager für amerikanische und britische Kriegsgefangene. Sie mussten gemeinsam mit Häftlingen aus dem KZ-Außenlager Königstein mehrere Stollen in den Steinbruch Niedere Kirchleite im nahen Ort Strand treiben, die unter dem Decknamen Schwalbe II zum Standort einer unterirdischen Treibstofffabrik werden sollten.[9] Nach dem Kriegsende dienten die Baracken bis Juni 1946 vielen Heimatvertriebenen aus dem nahen Sudetenland (Sudetendeutsche) als notdürftige Unterkunft. Mehr als 100 der meist schwachen und älteren Menschen starben während dieser entbehrungsreichen Zeit. Ihre letzte Ruhestätte fanden sie auf dem am Kirchweg für sie angelegten Waldfriedhof am Sellnitzgrund. An ihr Schicksal erinnert eine Gedenktafel.

## Galerie

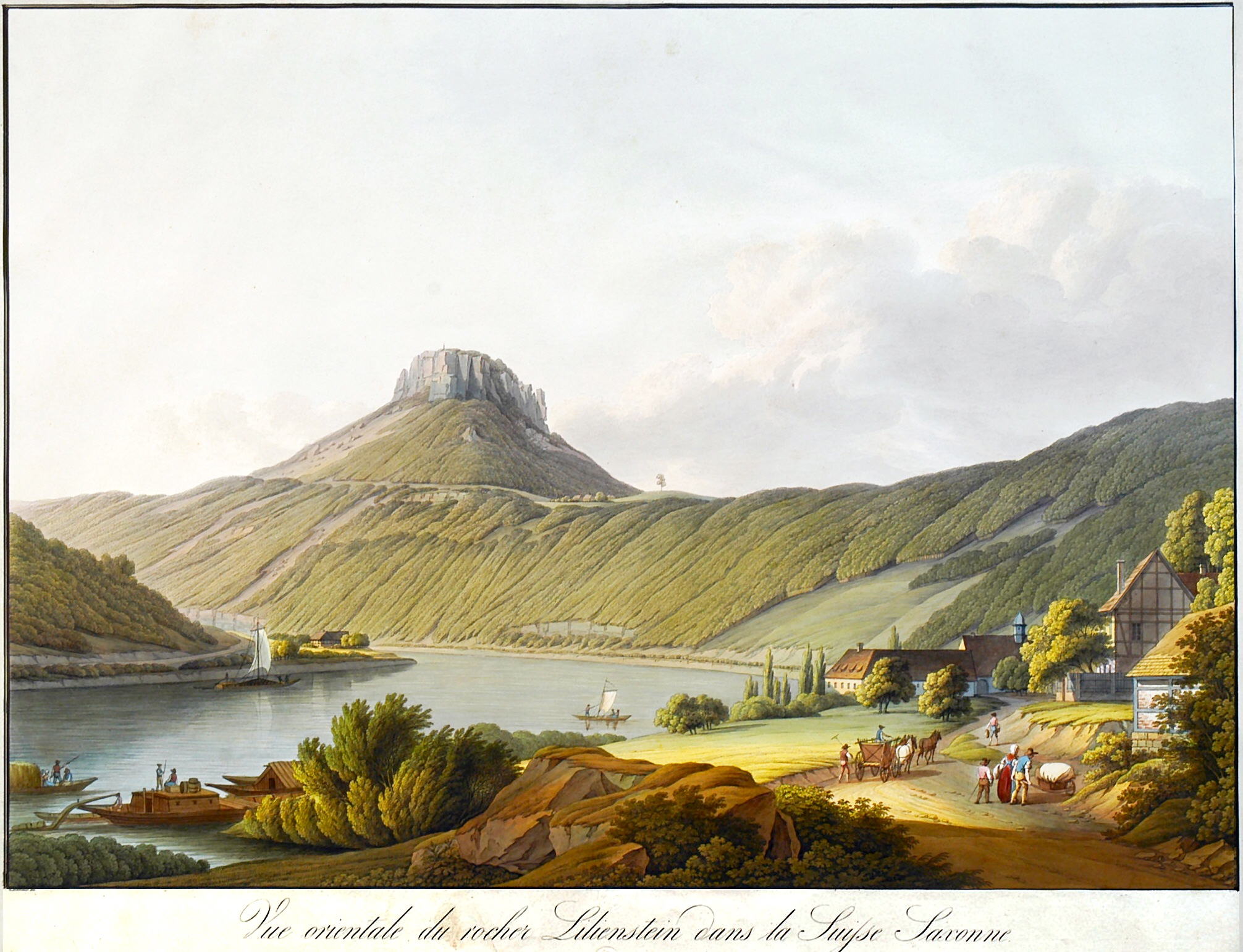
Historische Ansicht (1810) des Liliensteins von Osten (Prossen) aus
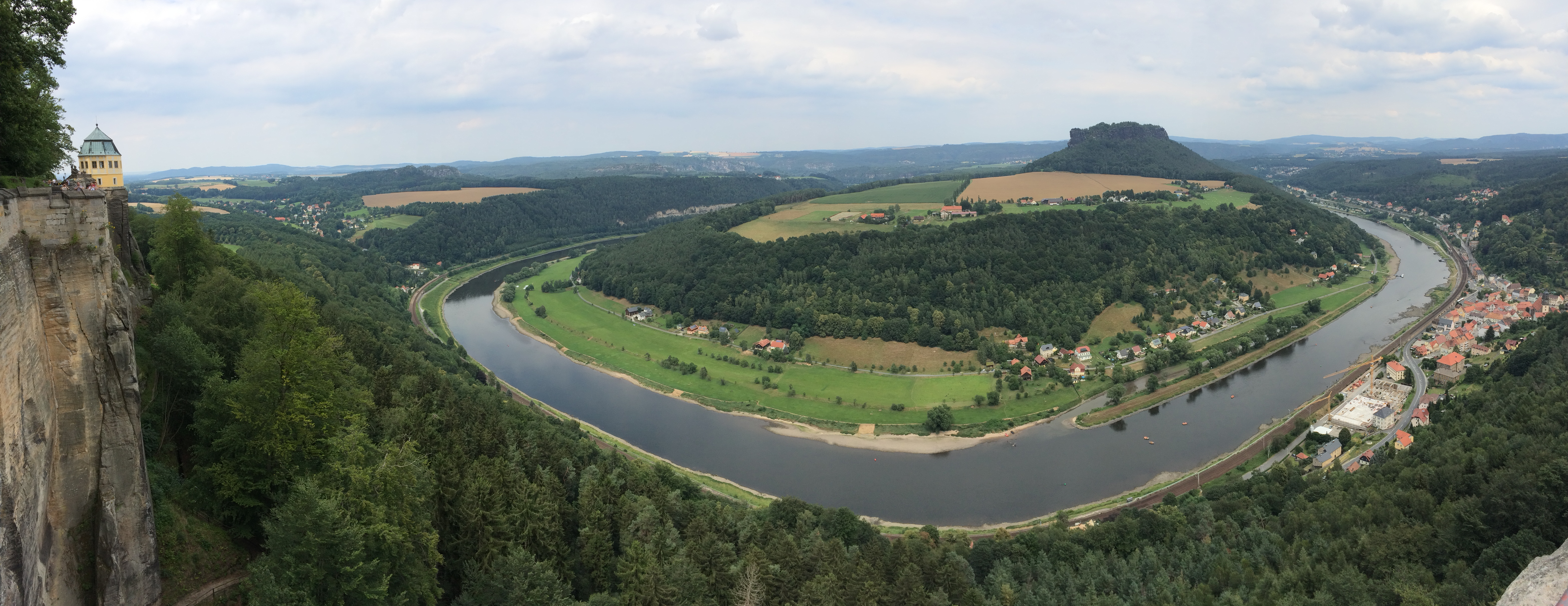
Blick von der Festung Königstein auf den Elbebogen und den darüber liegenden Lilienstein
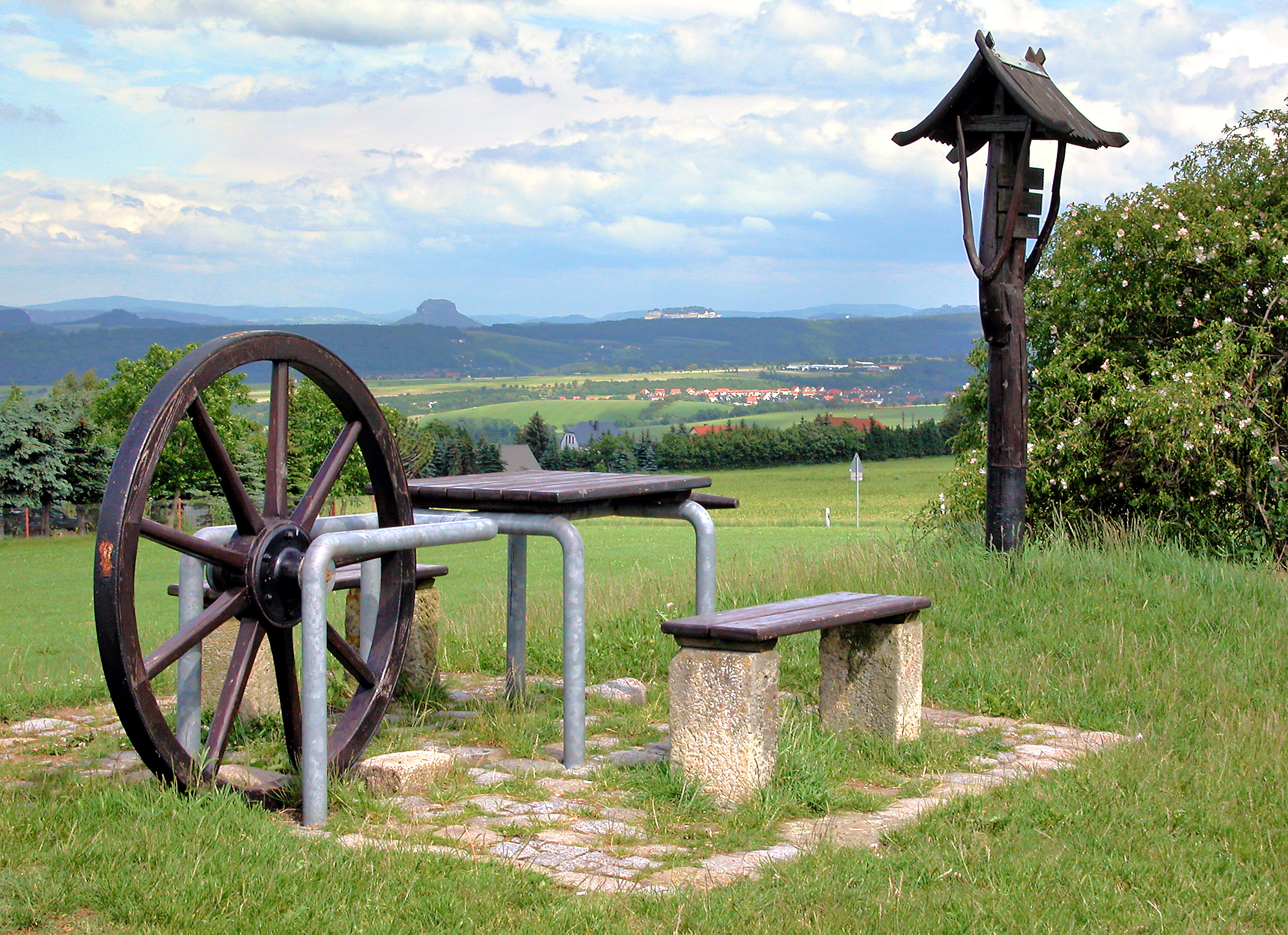
Der Lilienstein als Landmarke – Ansicht vom Ziegenrücken bei Meusegast
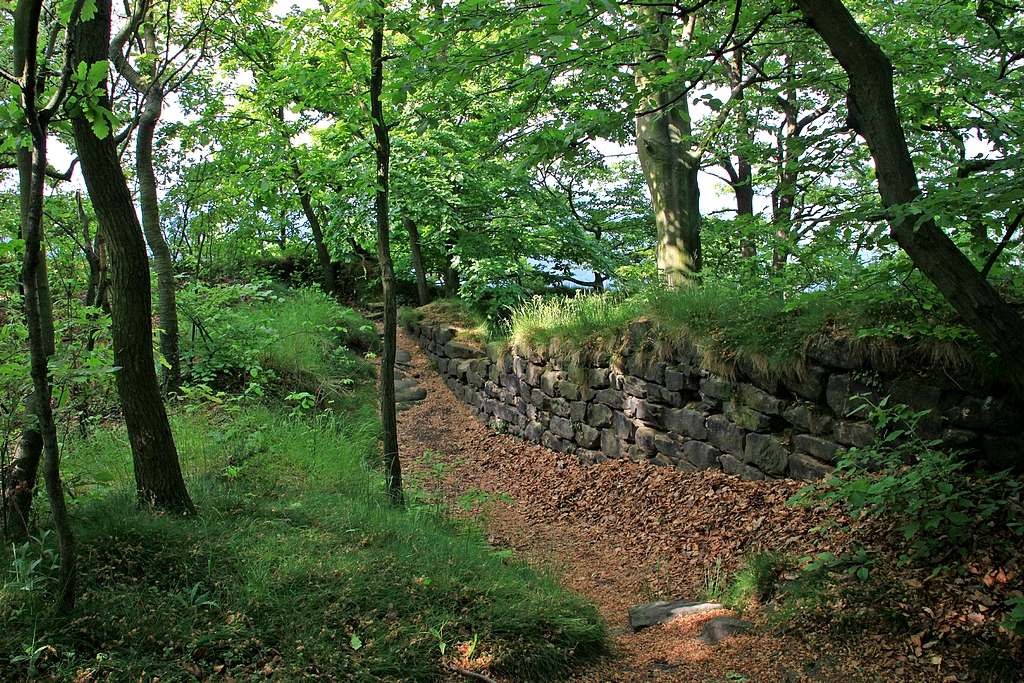
Mauerreste der Burg Lilienstein
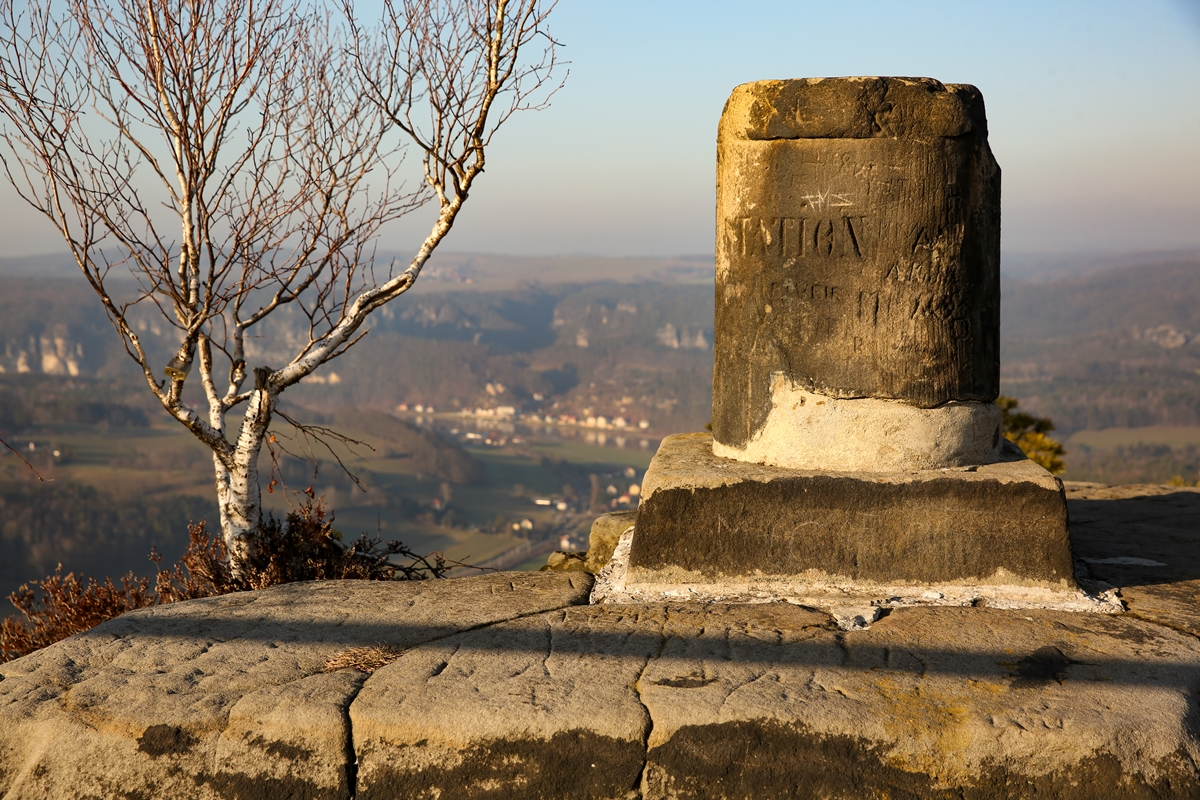
Reststück der Triangulationssäule von 1865
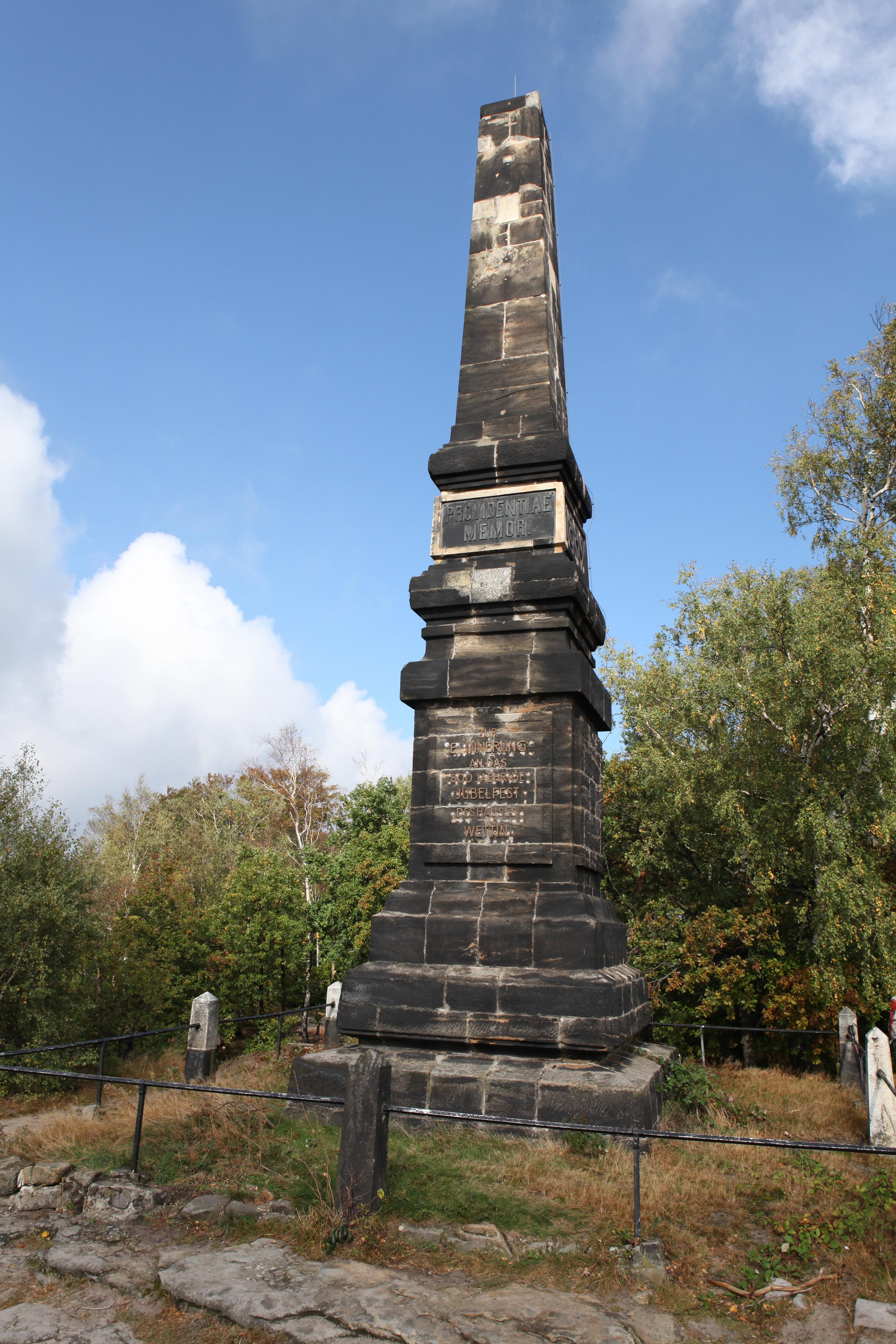
Wettin-Obelisk von 1889
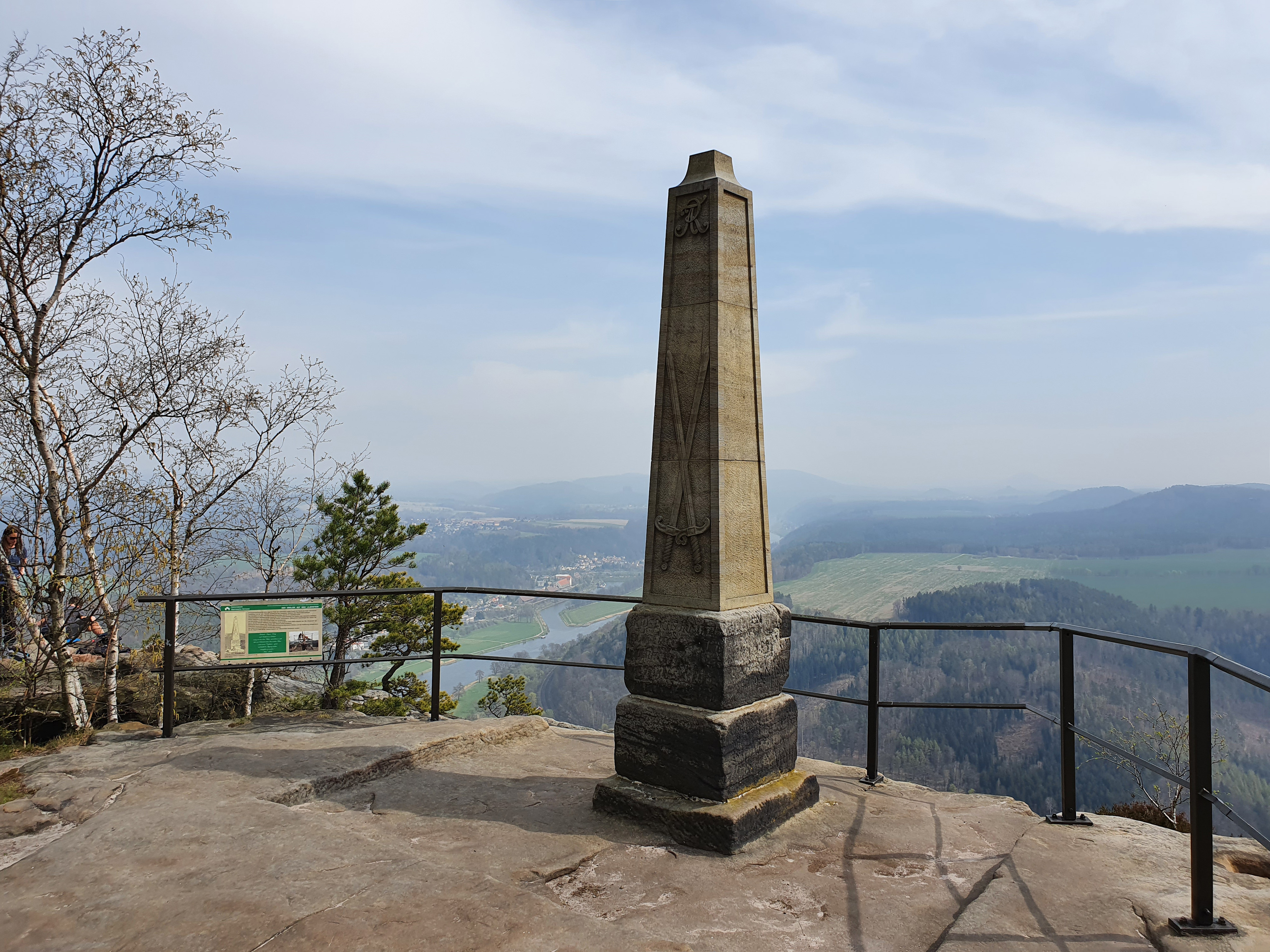
Blick auf den 2008 wieder errichteten Obelisk August des Starken
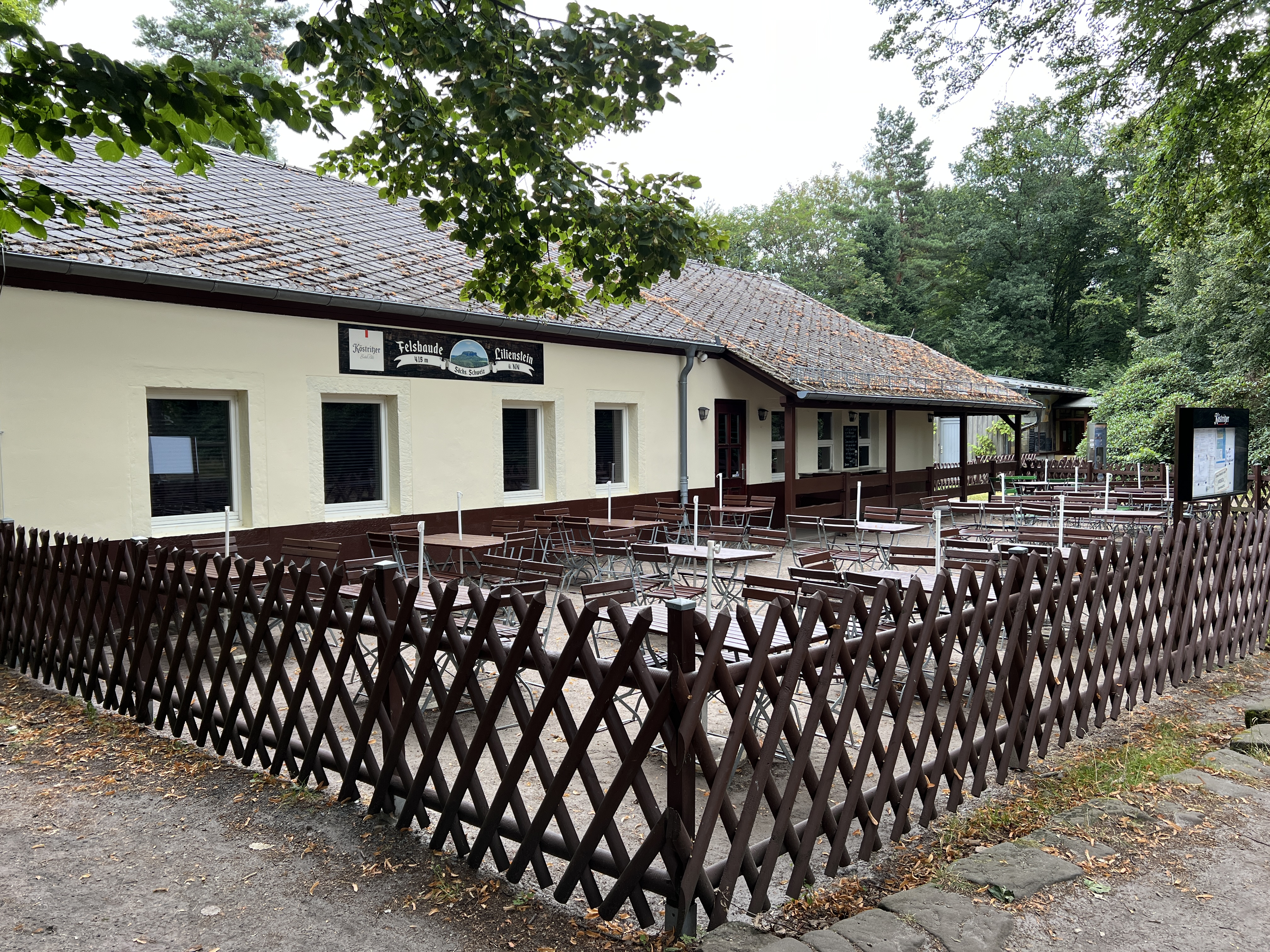
Blick auf das Bergrestaurant
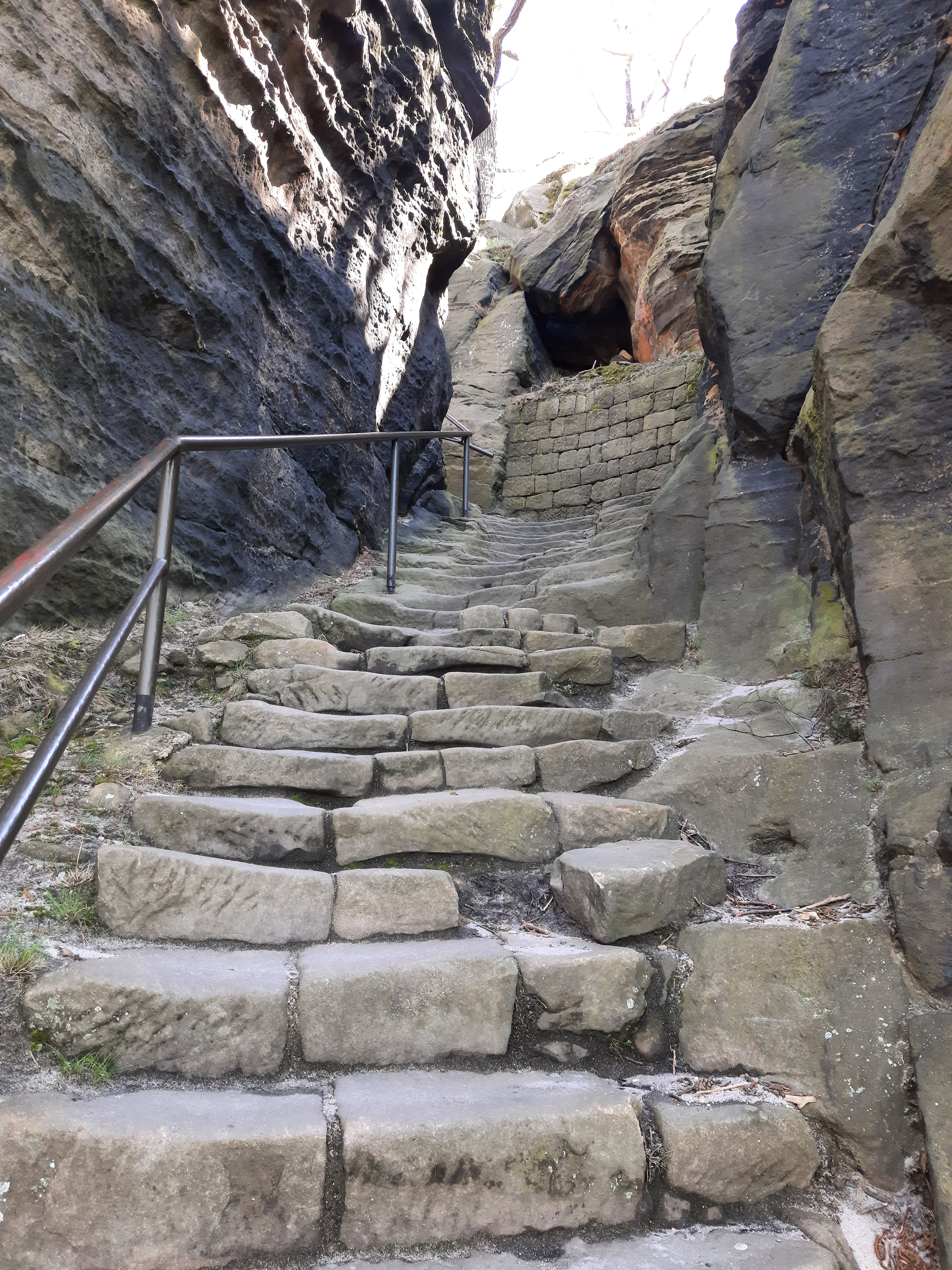
Historische Stufenreihe am Südaufstieg
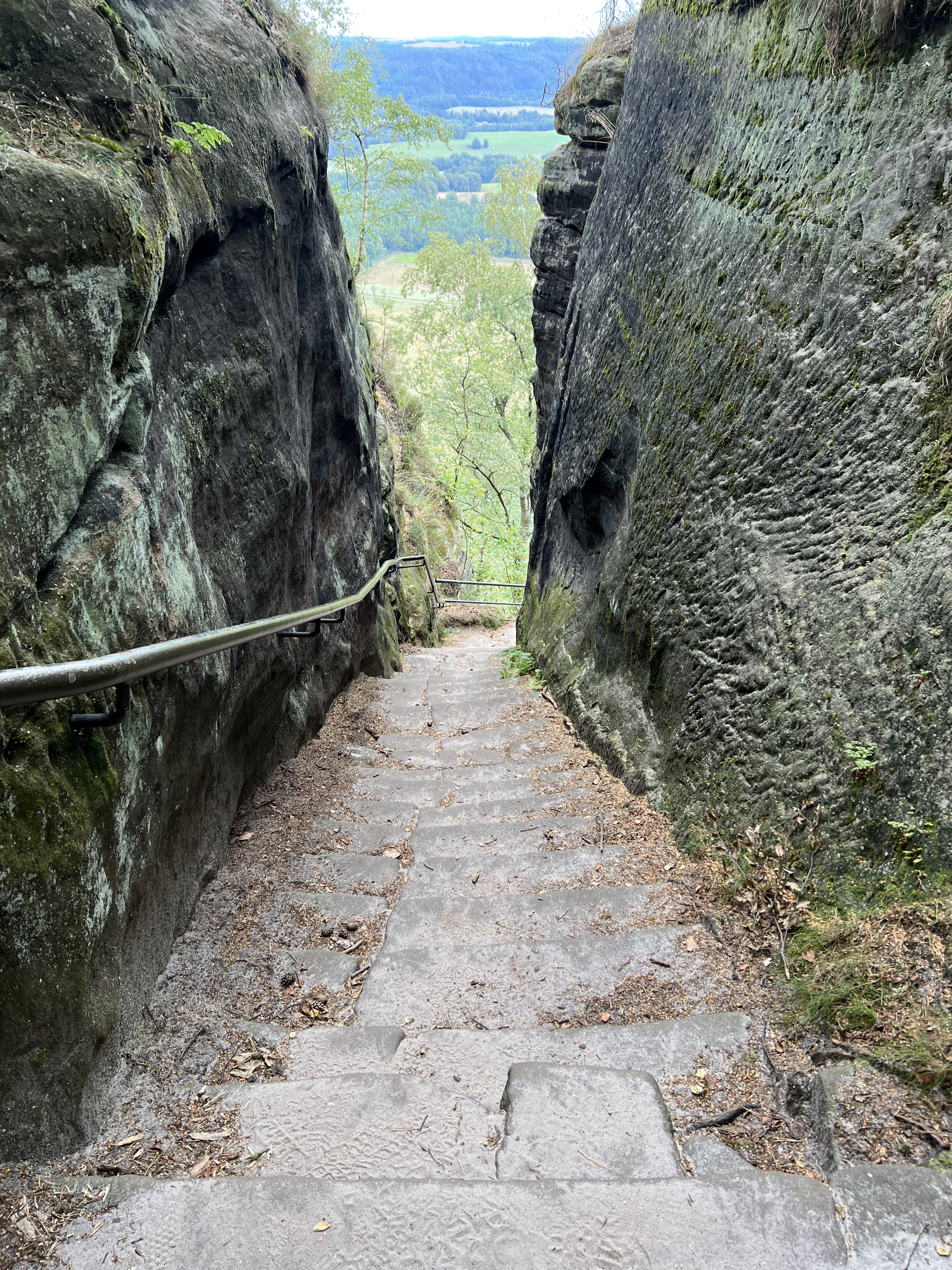
Nordaufstieg durch eine künstlich erweiterte Felsspalte
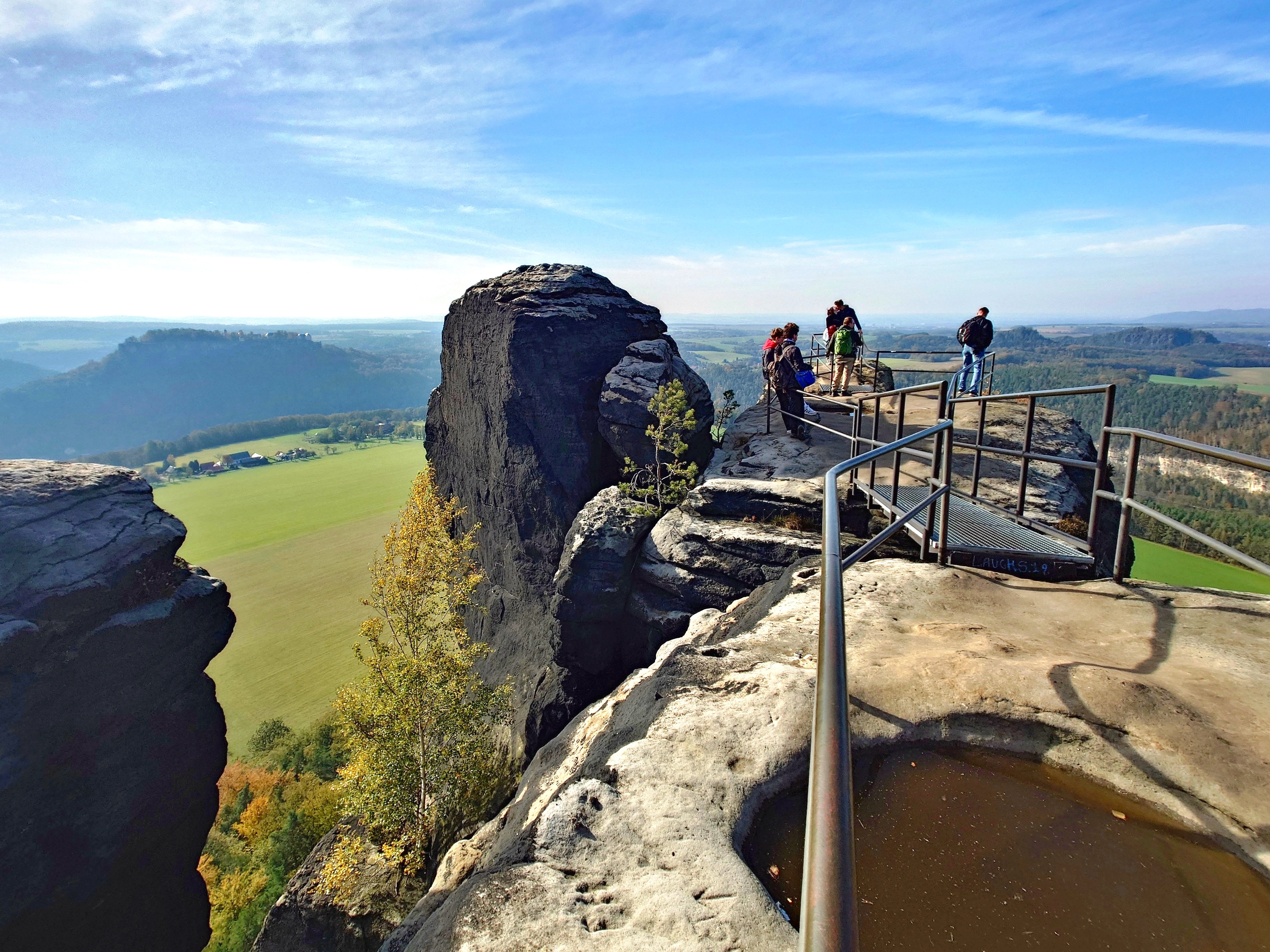
Aussicht am Westhorn des Liliensteins, links die Festung Königstein
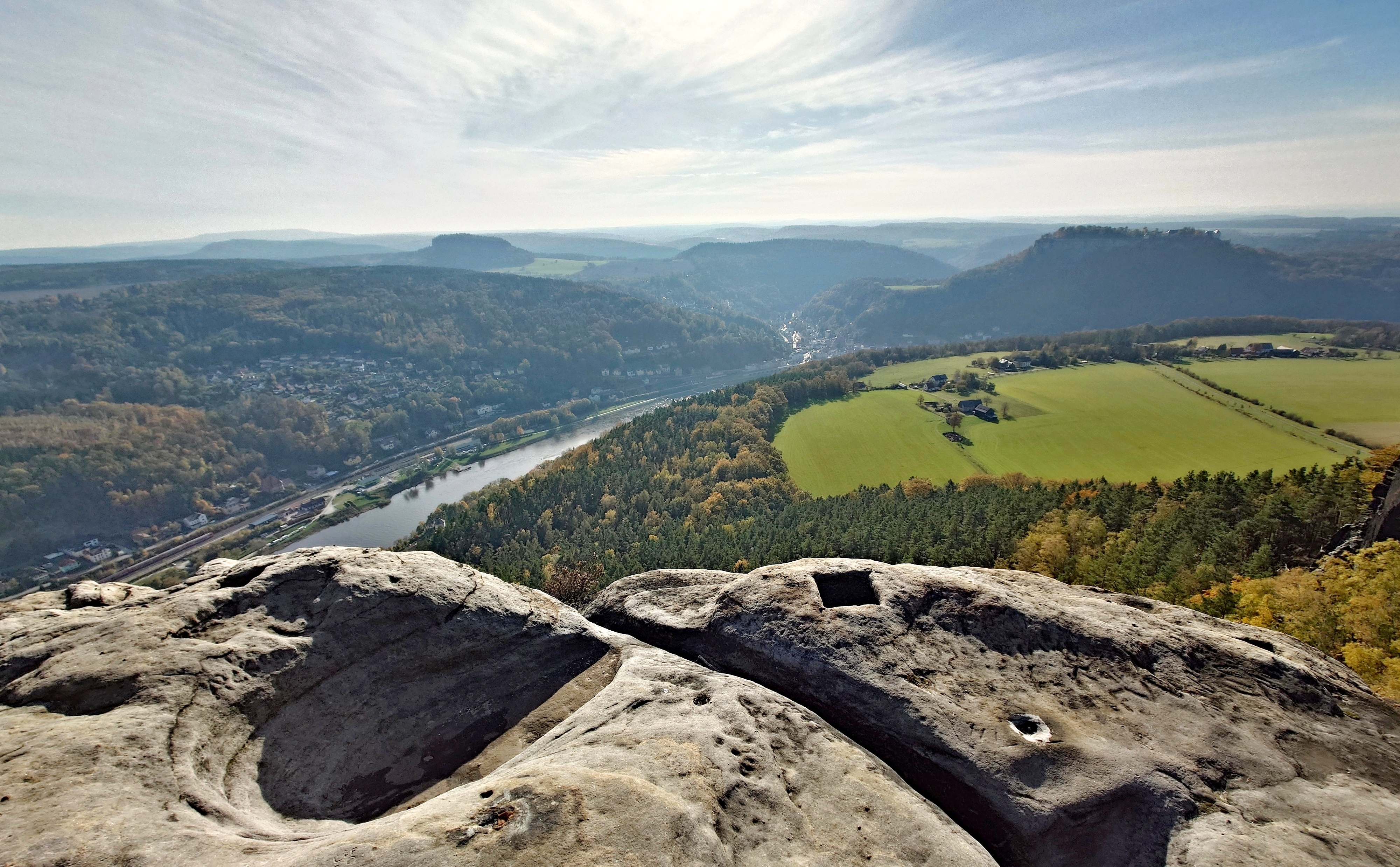
Aussicht vom Lilienstein in Richtung Süden
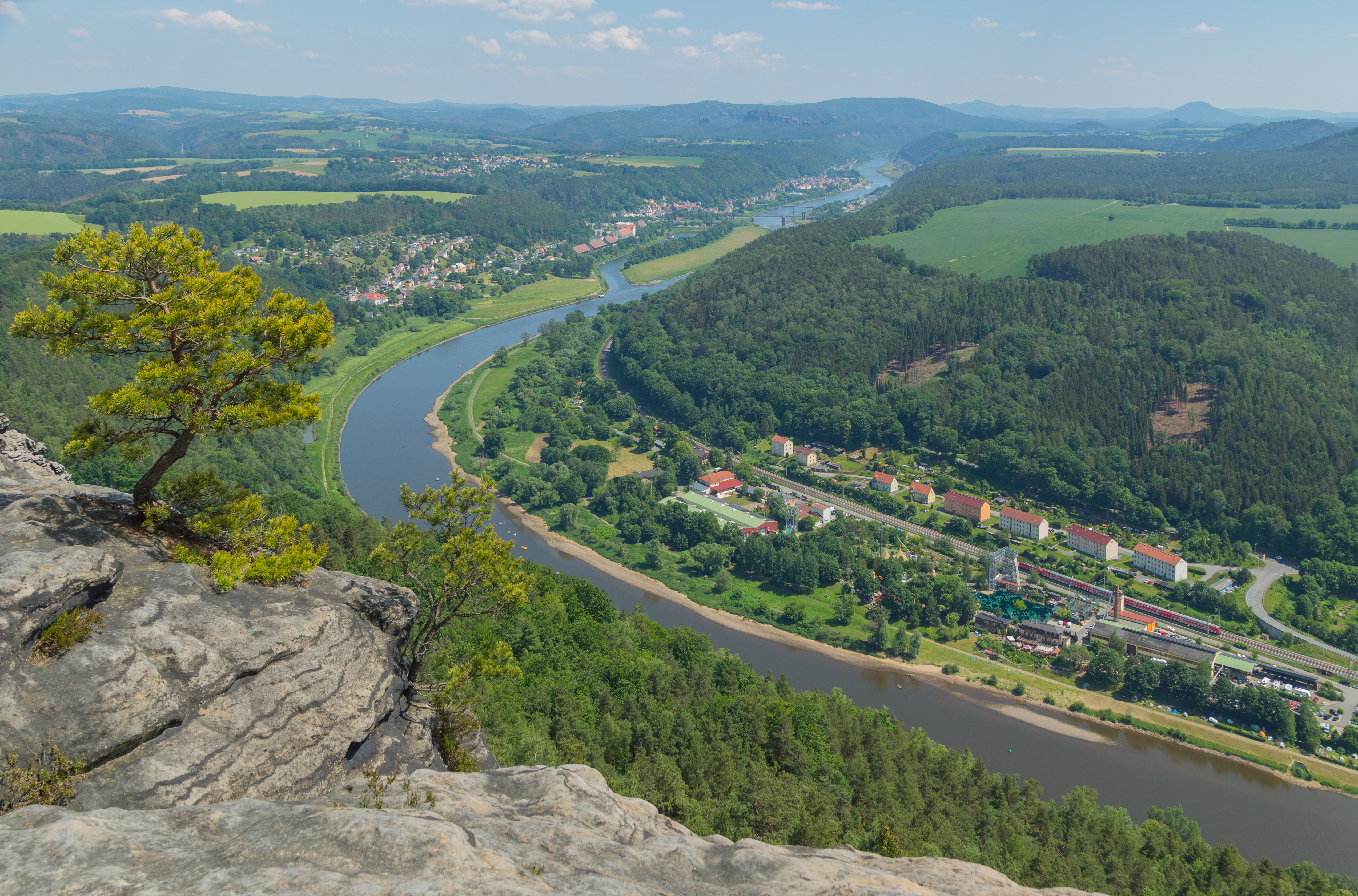
Aussicht vom Lilienstein in Richtung Osten
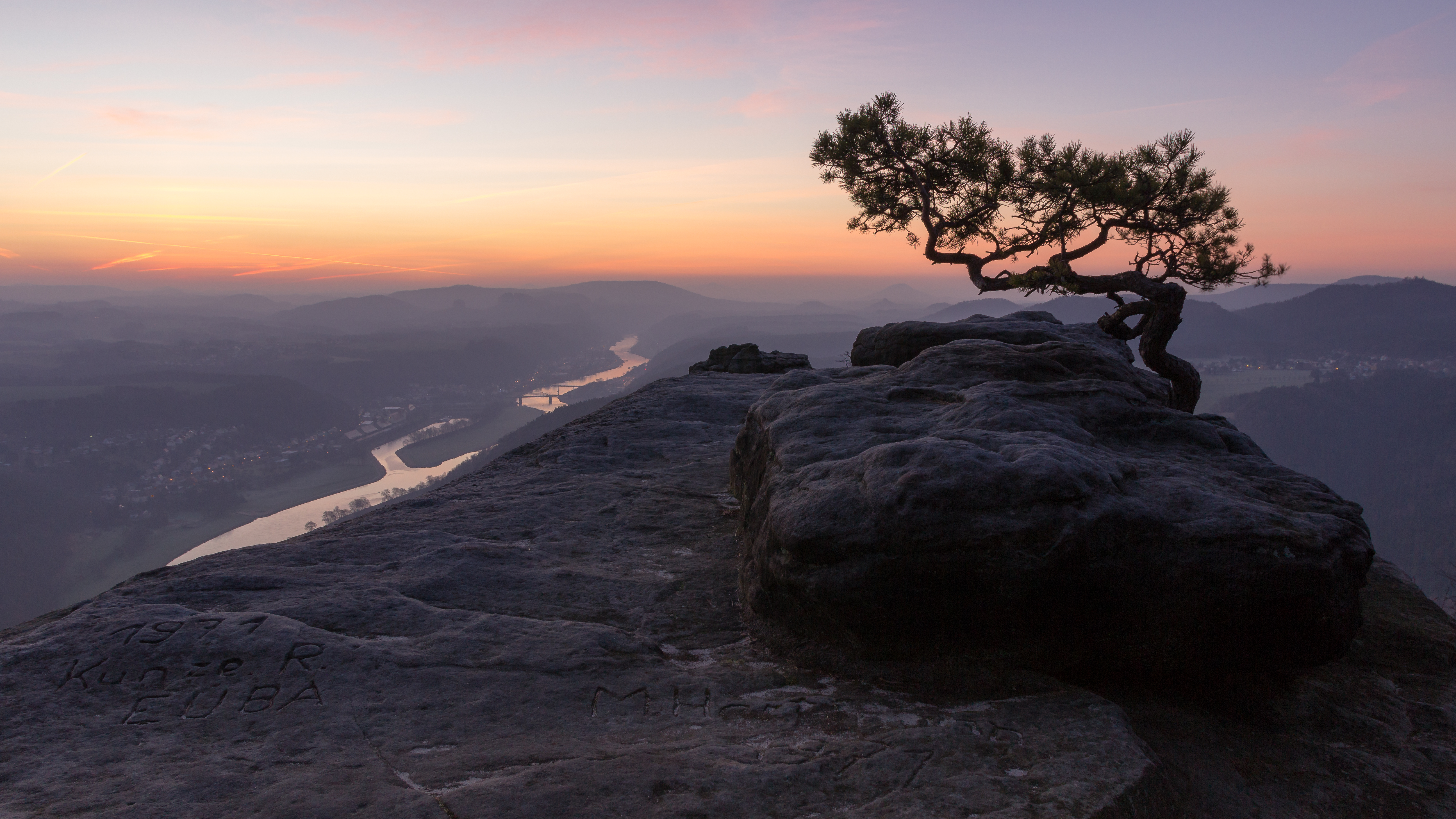
Die markante Wetterkiefer an der Ostaussicht
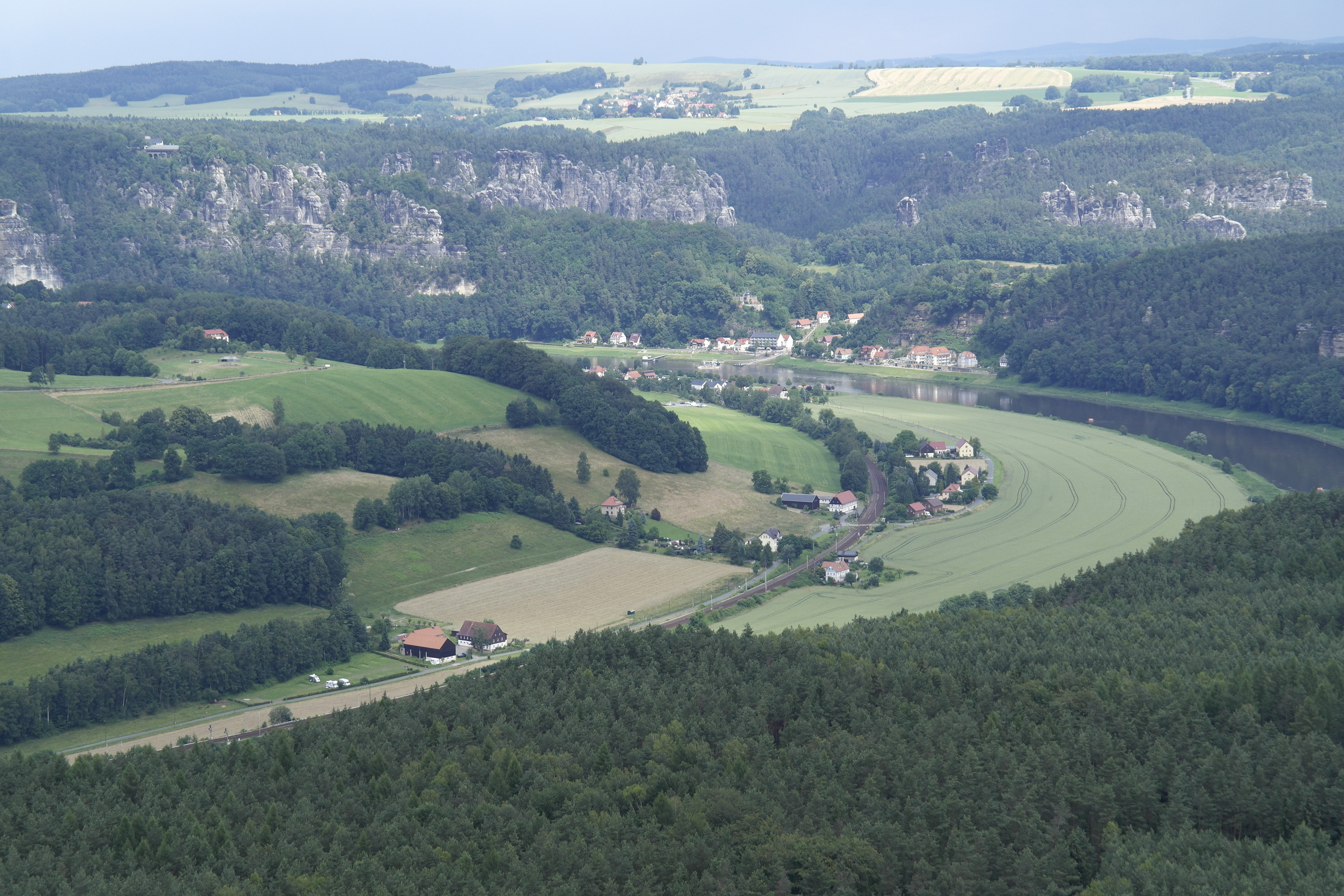
Aussicht vom Lilienstein auf den Elbbogen bei Rathen, links oben die Bastei
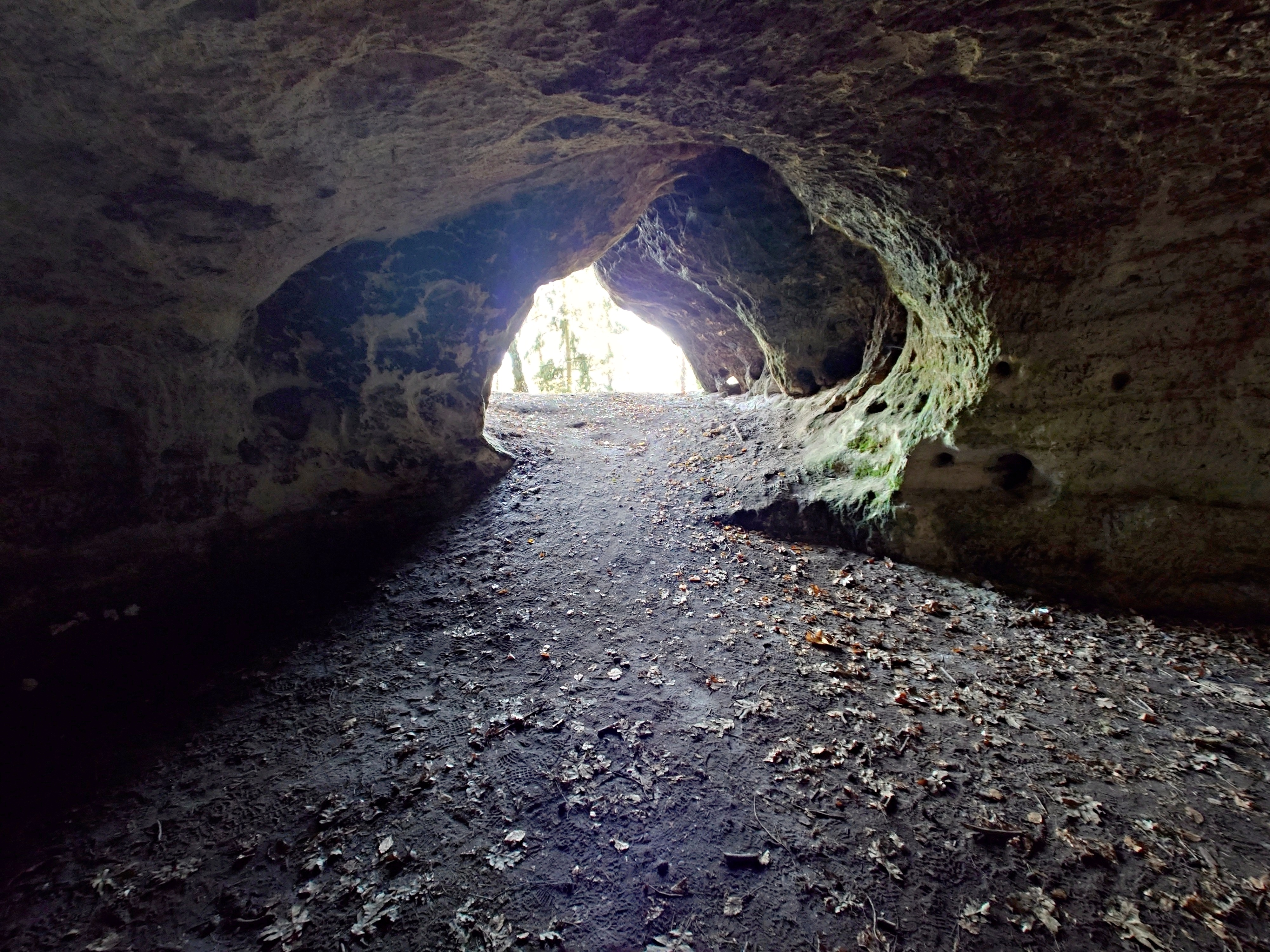
Petermannhöhle am Ostfuß des Liliensteins
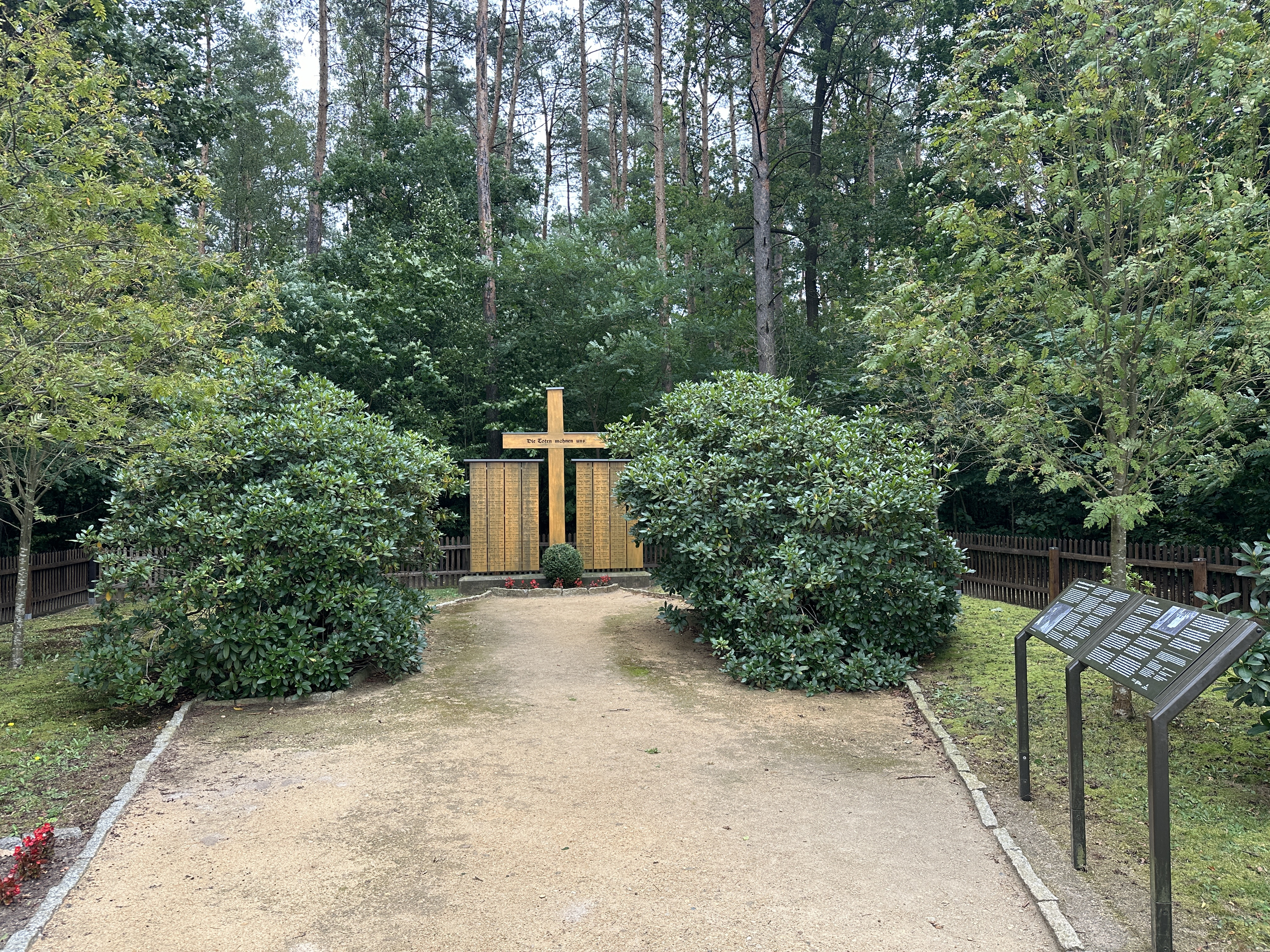
Waldfriedhof am Nordfuß des Berges
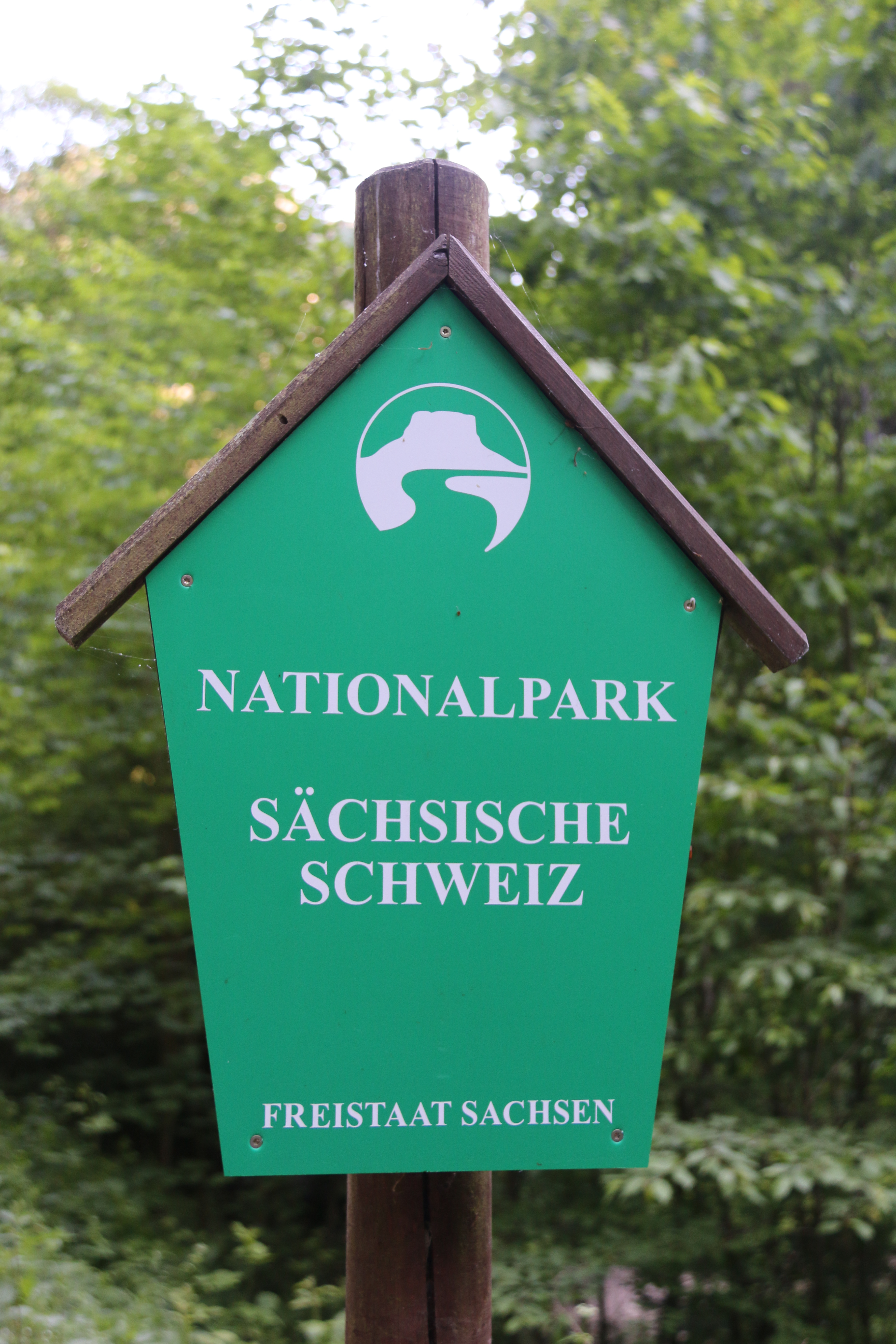
Beschilderung des Nationalpark Sächsische Schweiz mit der charakteristischen Silhouette des Liliensteins